# Amelia Valcárcel
Amelia Valcárcel Bernaldo de Quirós (Madrid, 16 de noviembre de 1950) es una filósofa feminista española. Ha desarrollado la mayor parte de su docencia en la Universidad de Oviedo y es profesora emérita de Filosofía Moral y Política en la Universidad Nacional de Educación a Distancia (UNED). Ha sido vicepresidenta y vocal del Real Patronato del Museo del Prado, y miembro del Consejo de Estado desde 2006 hasta 2023.

## Biografía
Amelia Valcárcel nació en Madrid el 16 de noviembre de 1950. En 1970 comenzó a estudiar Filosofía en la Universidad de Oviedo y después se trasladó a Valencia para continuar sus estudios. Su formación inicial estuvo centrada en la filosofía analítica, pero más tarde dedicó sus primeros trabajos al idealismo alemán, doctorándose en 1982 con una tesis acerca de Hegel.
Es autora de numerosas publicaciones sobre feminismo, igualdad y ética. En 1977 formó parte de la primera junta directiva de la Sociedad Asturiana de Filosofía. Ha formado parte de diversos proyectos de investigación y congresos, y enseñado como profesora invitada en universidades españolas e hispanoamericanas. Fue directora de la revista Leviatán y forma parte del consejo asesor de las revistas Isegoría y Teorema. Ha sido miembro del Jurado del Premio Princesa de Asturias.
En el ámbito institucional, ha desempeñado diversos cargos públicos vinculados al PSOE. En 2004 fue nombrada Consejera de Estado y en 2008 miembro de la Comisión de Estudios de esta institución, cargos que desempeñó hasta 2023. En 1999 fue nombrada Vocal del Real Patronato del Museo del Prado y en 2004 vicepresidenta del mismo. Entre 1993 y 1995 fue Consejera de Educación, Cultura, Deportes y Juventud del Gobierno del Principado de Asturias. En 2015 fue incluida en la lista de los 50 intelectuales iberoamericanos más influyentes elaborada por esglobal de la Fundación para las Relaciones Internacionales y el Diálogo Exterior (FRIDE).

## Obra académica
Su obra académica se enmarca en los ámbitos de la filosofía y el feminismo. Sus primeras publicaciones estuvieron dedicadas a Hegel, el idealismo alemán y la capacidad de la filosofía para establecer y normar los géneros sexuales. Entre ellas, destacan Hegel y la Ética (1989) y Del miedo a la igualdad (1993), finalistas del Premio Nacional de Ensayo. Dentro del feminismo filosófico, su obra es junto a la de Celia Amorós representativa del feminismo de la igualdad en España.
En su texto "Derecho al mal", recogido en Sexo y filosofía (1991), reivindicó que las mujeres no debían estar sometidas a estándares morales superiores al resto de la sociedad. Ha abordado también temas como la heterodesignación «mujer», el concepto de poder, el concepto de igualdad, y el papel de estos en la génesis del pensamiento moderno. Un rasgo característico de su pensamiento feminista ha sido por tanto tematizar el feminismo dentro de la historia canónica de la filosofía política y sus temas centrales. En su obra posterior, se ha centrado en temas como la globalización y los procesos de secularización característicos de las sociedades contemporáneas, así como sus implicaciones para la ética y el feminismo. Su obra más reciente trata temas como la memoria, el perdón y las pasiones, combinando la filosofía política con la historia de las ideas.

## Premios y distinciones
- Medalla de Asturias (2006) en su modalidad de plata, en reconocimiento a su labor en el pensamiento feminista español y su lucha por la igualdad, así como por su comprometida dedicación al mundo de la docencia e investigación.[27]
- Medalla a la Promoción de los Valores de Igualdad del Ministerio de Sanidad, Servicios Sociales e Igualdad (2010).[28]
- Premio Mujeres Progresistas, otorgado por la Federación de Mujeres Progresistas (2010).[29]
- Doctora honoris causa por la Universidad de Veracruz en México en reconocimiento a su “sobresaliente trayectoria profesional y académica en los campos de la filosofía y feminismo” (2015).[30]
- Doctora honoris causa por la Universidad de Valencia (2016).[31]
- Gran Cruz de la Orden Civil de Alfonso X el Sabio (2016).[32]
- Premio "Mujeres que brillan" de Iberdrola (2018).[33]
- Doctora honoris causa por la Universidad Autónoma de Nuevo León en México (2019).[34]
- XVI Premio de las Letras de Asturias (2021)[35]
- VI Premio Internacional Humanismo Solidario "Erasmo de Rotterdam" (2021)[36]
- Premio «Ciudadanas del Mundo» en el apartado Filosofía de PALEM (2023).[37]
- Premio XL Semanal 2025 de pensamiento. Grupo Vocento.[38]

## Obra

### Libros
- El nacionalismo asturiano. Críticas y propuestas, Gijón, 1979. ISBN 978-84-300-1356-2
- Hegel y la Ética, Barcelona, Anthropos, 1989. ISBN 978-84-7658-060-8
- Sexo y filosofía, Madrid, Horas y horas, 1991. ISBN 978-84-96004-58-0
- Del miedo a la igualdad, Barcelona, Crítica, 1993. ISBN 978-84-7423-627-9
- La política de las mujeres, Madrid, Cátedra, 1997. ISBN 978-84-376-2170-8
- Ética contra estética, Barcelona, Crítica, 1998. ISBN 978-84-7423-875-4
- Rebeldes, Barcelona, Plaza & Janés, 2000. ISBN 978-84-01-37684-9
- Ética para un mundo global, Madrid, Martínez Roca, 2002. ISBN 978-84-8460-221-7
- Hablemos de Dios (con Victoria Camps), Barcelona, Taurus, 2007. ISBN 978-84-306-0638-2
- Feminismo en un mundo global, Madrid, Cátedra, 2009. ISBN 978-84-376-2518-8
- La memoria y el perdón, Barcelona, Herder, 2010. 978-84-254-2753-4
- Ensayos sobre el Bien y el Mal, Oviedo, Saltadera, 2018. ISBN 978-84-947552-7-9
- Ahora, feminismo. Cuestiones candentes y frentes abiertos, Madrid, Cátedra, 2019. ISBN 9788437640372

### Ediciones
- El concepto de igualdad (ed.), Madrid, Fundación Pablo Iglesias, 1994. ISBN 978-84-85691-74-6
- Los desafíos del feminismo ante el siglo XXI (ed. con Dolors Renau y Rosalía Romero), Sevilla, Instituto Andaluz de la Mujer, 2000. ISBN 84-7921-073-7
- Pensadoras del siglo XX (ed. con Rosalía Romero), Sevilla, Instituto Andaluz de la Mujer, 2001. ISBN 9788479210793
- El sentido de la libertad (ed. con Rosa María Rodríguez Magda), Valencia, Institució Alfons el Magnánim, 2001. ISBN 9788478223206
- Feminismo, género e igualdad (coord. con Marcela Lagarde), Madrid, AECID-Fundación Carolina, 2011. ISBN 0212-0208

### Capítulos
- La memoria colectiva y los retos del feminismo, CEPAL, 2000. ISBN 84-7921-073-7
- El Debate del voto femenino en la Constitución de 1931 (estudio preliminar), Congreso de los Diputados, 2002. ISBN 84-7943-182-2

## Controversias
En los últimos años, ha destacado su actividad pública en contra de la ley trans española, así como distintas controversias relacionadas con las personas LGTB+, por lo que ha sido citada habitualmente como una de las caras visibles del feminismo TERF en España, el cual considera que las mujeres trans no son mujeres y no deben formar parte del movimiento feminista.